# Lokomotivy Mallet

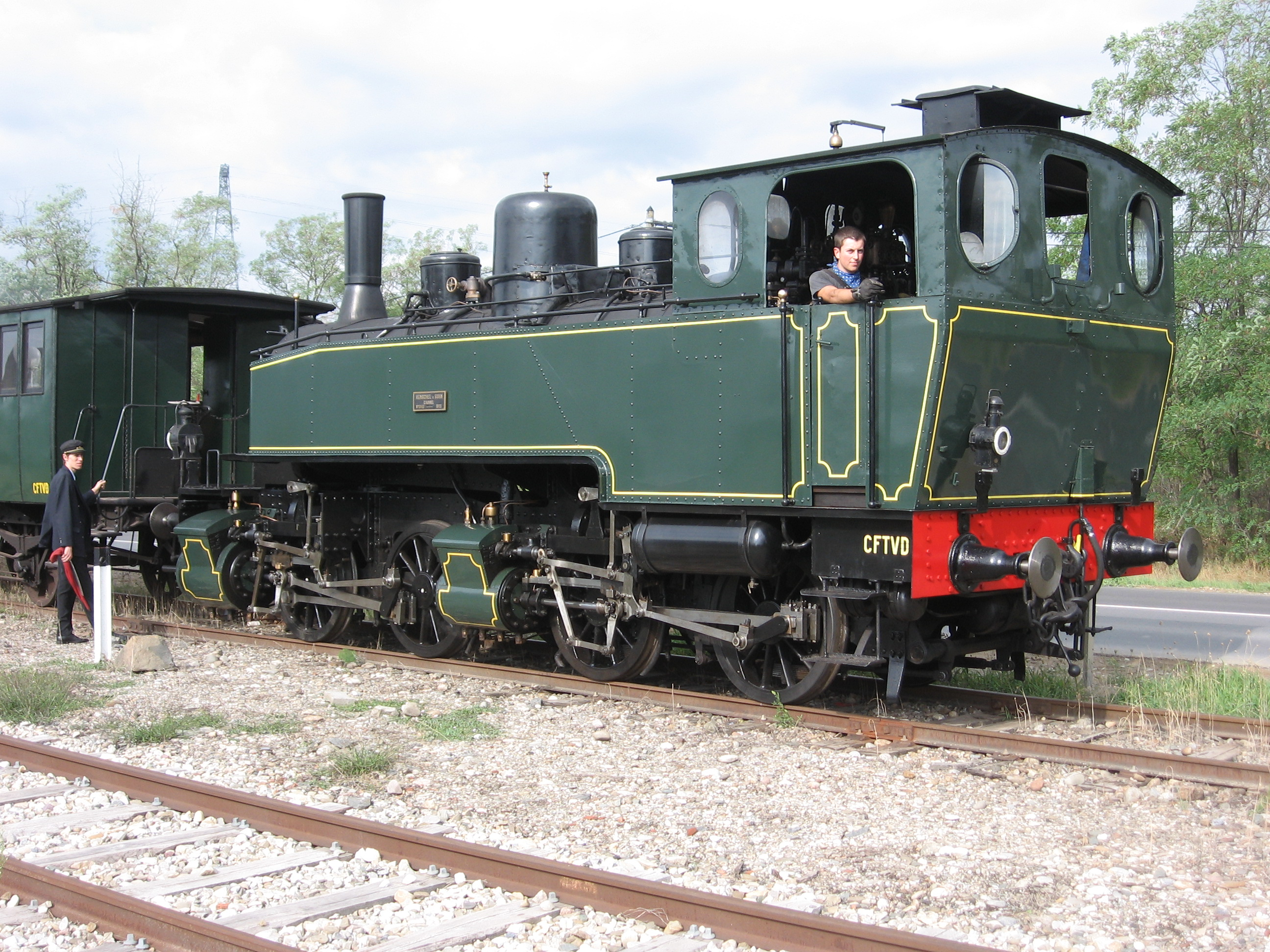
Francouzská muzejní úzkorozchodná „malletka“ z roku 1911 od firmy Henschel & Sohn (Německo), v. č. 10416
(po zvětšení obrázku je vidět dělení pojezdu do dvou samostatných částí)

Lokomotivy soustavy Mallet jsou stroje s děleným pojezdem. Přední parní stroj je umístěn v otočném podvozku, zadní v rámu lokomotivy. Jsou vynálezem francouzského konstruktéra Anatole Malleta.

## Vývoj
Tehdejší lokomotivy s děleným pojezdem (Fairlie, Meyer) trpěly především nedostatečným utěsněním pohyblivých přívodů páry. Anatole Mallet tuto nevýhodu částečně zmírnil tím, že sdružený parní stroj konstrukčně rozdělil. Vysokotlaký parní stroj byl s příslušnými dvojkolími zabudován v rámu lokomotivy, zatímco nízkotlaké válce se nacházely v samostatném podvozku. A. Mallet si nechal toto uspořádání v roce 1884 patentovat. V roce 1888 postavil v Belgii první malletku – jednalo se o lokomotivu na rozchodu 600 mm. Veřejnosti byla představena na výstavě v Paříži v roce 1889.
Ve Spojených státech zavedla malletky v roce 1904 společnost Baltimore & Ohio Railroad. V roce 1911 jich bylo v provozu již přes 500. Časem pak byl opuštěn princip sdruženého stroje, zůstal však zachován dělený pojezd. I tyto lokomotivy bývají obvykle nazývány malletky. Patří k největším parním lokomotivám na světě.
Anatole Mallet se však již tohoto vývoje nezúčastnil.

## Konstrukce

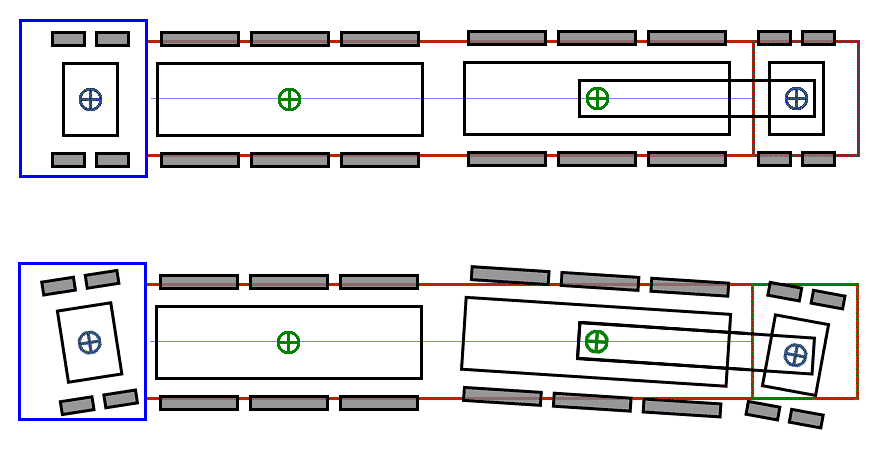
Schéma pojezdu systému Mallet

Malettova konstrukce lokomotiv je založena na členění pojezdu do dvou samostatných částí, z nichž zadní je pevně spojena s rámem lokomotivy a přední je otočná. Výhodou je zkrácení pevného rozvoru lokomotivy a tím umožnění průjezdu lokomotivy i obloukem poměrně malého poloměru.
Obě části členěného pojezdu jsou vybaveny samostatnými parními stroji, které typicky pracují ve sdruženém uspořádání. V pevné zadní části je vysokotlaký parní stroj, z něj se pára přestupníkovým potrubím přivádí do předního nízkotlakého stroje. Odtud je pak vyfukována do komína.
Původně byl tento návrh myšlen pro lokomotivy na úzkorozchodných drahách, avšak hlavní uplatnění našel u velkých lokomotiv pro horské tratě, kde se uplatnila vysoká adhezní váha a s ní i tažná síla spojená se schopností projíždět oblouky o malých poloměrech.
Konstrukce byla využita i v USA při stavbě největších lokomotiv na světě (lokomotiva Big Boy). U novějších konstrukcí se ovšem většinou nejednalo o pravé malletky, neboť jejich parní stroje nebyly sdružené. V Česku jezdí dodnes (2006) lokomotiva U 47.001 z majetku Národního technického muzea na jindřichohradeckých úzkorozchodných drahách. V Maďarsku vyrobené a na Slovensku provozované lokomotivy 636.0 měly největší adhezní váhu ze všech parních lokomotiv v síti ČSD.

## Konstrukce kotle
Kotel většiny malletek byl po konstrukční stránce shodný s jednoduchými parními lokomotivami. Přední část kotle spočívala na předním podvozku prostřednictvím podpěr s kluznicemi, které umožňovaly natočení podvozku pod kotlem. Pára byla do předního parního stroje přiváděna a z něj odváděna potrubím s kulovými přírubami a s proměnnou délkou. Výhodné z hlediska minimalizace pohybů a tím i problémů s těsněním bylo vedení potrubí těsně nad nápravami předního podvozku s kulovou přírubou v blízkosti jeho připojovacího čepu.

### Dělený kotel
S řešením děleného kotle přišel Samuel Vauclain z lokomotivky Baldwin. Vycházel při tom z měření, která prokázala, že ve vzdálenosti 22 stop od topeniště již spaliny nepředávají žádné teplo vodě, resp. páře. Toto zjištění jej vedlo ke konstrukci kotle, kde vlastní válcový kotel zaujímal pouze zadní část celého kotle. V přední části, která se tak vlastně stala značně prodlouženou dýmnicí, byl umístěn přehřívač, ohřívač vody a ohřívaný přestupník. Dělený kotel se vyskytoval ve dvou provedeních – pevném a kloubovém.
Kloubové uspořádání bylo použito při konstrukci dvou lokomotiv Malletova uspořádání – 1158 a 1159 pro společnost AT&SF v roce 1910. Konstruktéři si od něho slibovali lepší průjezdy oblouky, menší namáhání koleje, vyšší stabilitu z důvodu nevybočování přední části kotle v oblouku a zjednodušení parních potrubí. Společnost použila kloubový dělený kotel ještě jednou u čtyř strojů řady 3300. Pevný dělený kotel využila ATSF u rekonstrukcí jednoduchých lokomotiv na malletky, které uskutečnila ve vlastních dílnách v letech 1910–1911 – řady 1157, 3296 a 3000. Všechny stroje byly vyřazeny již ve 20. letech 20. století.

## Řešení flexibilního spoje děleného kotle lokomotiv 1158 a 1159 ATSF

### Kloubové řešení

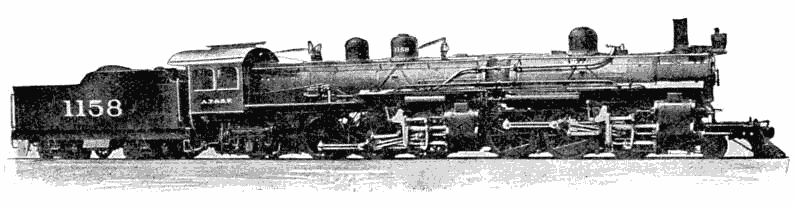
Stroj ATSF 1158 s kloubovým spojením částí kotle

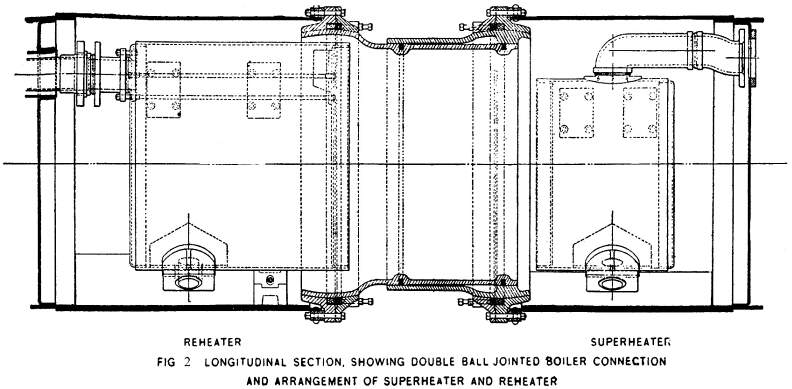
Kloubové dilatační a otočné propojení děleného kotle

Na obrázku Kloubové dilatační a otočné propojení děleného kotle je vidět provedení spojení obou částí kotle stroje 1158 pomocí dvojitého kulového kloubu a dilatační příruby. Z technického hlediska je toto řešení obdobou krytu pro zapouzdření Kardanova hřídele, jehož vnitřkem procházejí spaliny.

### Vlnovcové řešení

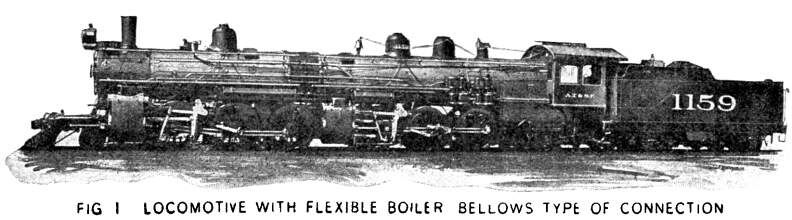
Stroj ATSF 1159 s vlnovcovým spojením obou částí kotle

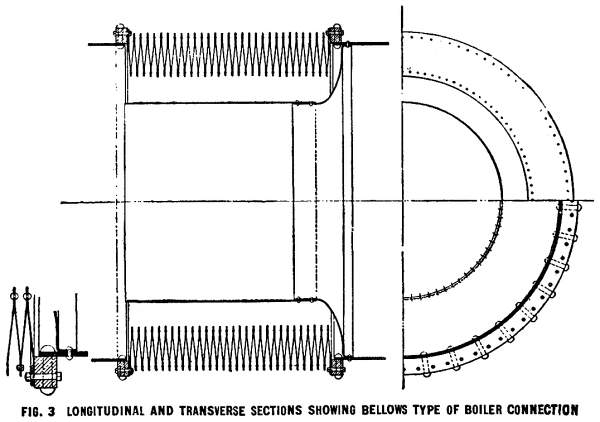
Vlnovcové dilatační a otočné propojení děleného kotle

Na obrázku Vlnovcové dilatační a otočné propojení děleného kotle je vidět provedení spojení obou částí kotle stroje 1159 pomocí vlnovce tvořeného mezikružími, kdy byla sousední mezikruží spojena venkovně a vnitřně po obvodu. Množství takto spojených mezikruží při malé lokální deformaci dovolovalo při velkém počtu mezikruží potřebnou prostorovou flexibilitu ohledně postavení dvou částí kotle. Průchod spalin byl vnitřním tubusem nasměrován do druhé části kotle. V detailu obrázku je patrný princip propojení mezikruží a uchycení vlnovce k obvodu kotle.

## Galerie

Lokomotivy Mallet
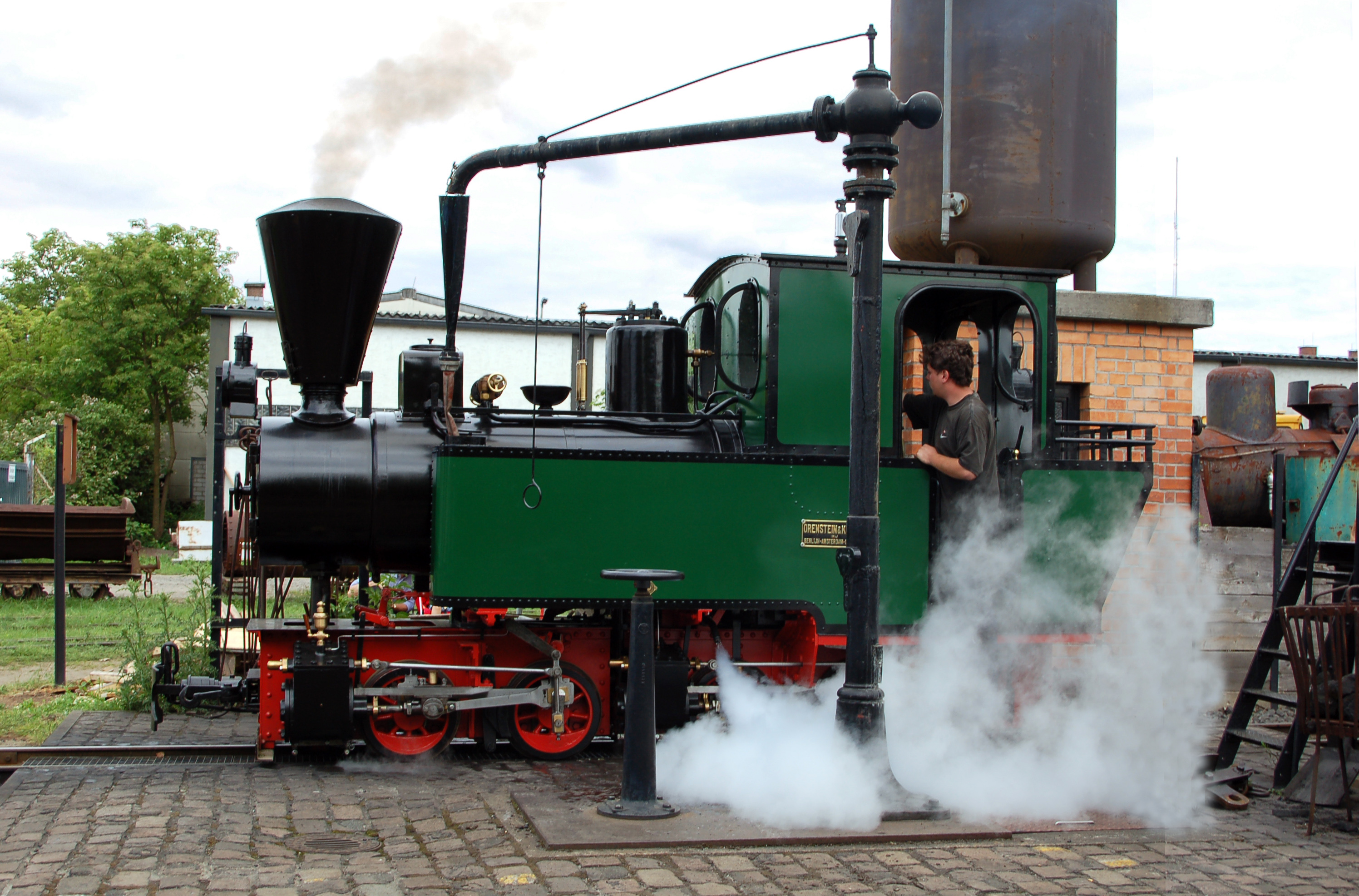
Lokomotiva č.13 (Orenstein & Koppel 3902/1909, rozchod 600 mm) Frankfurtského muzea polních drah získaná v roce 1997 z cukrovaru na Jávě
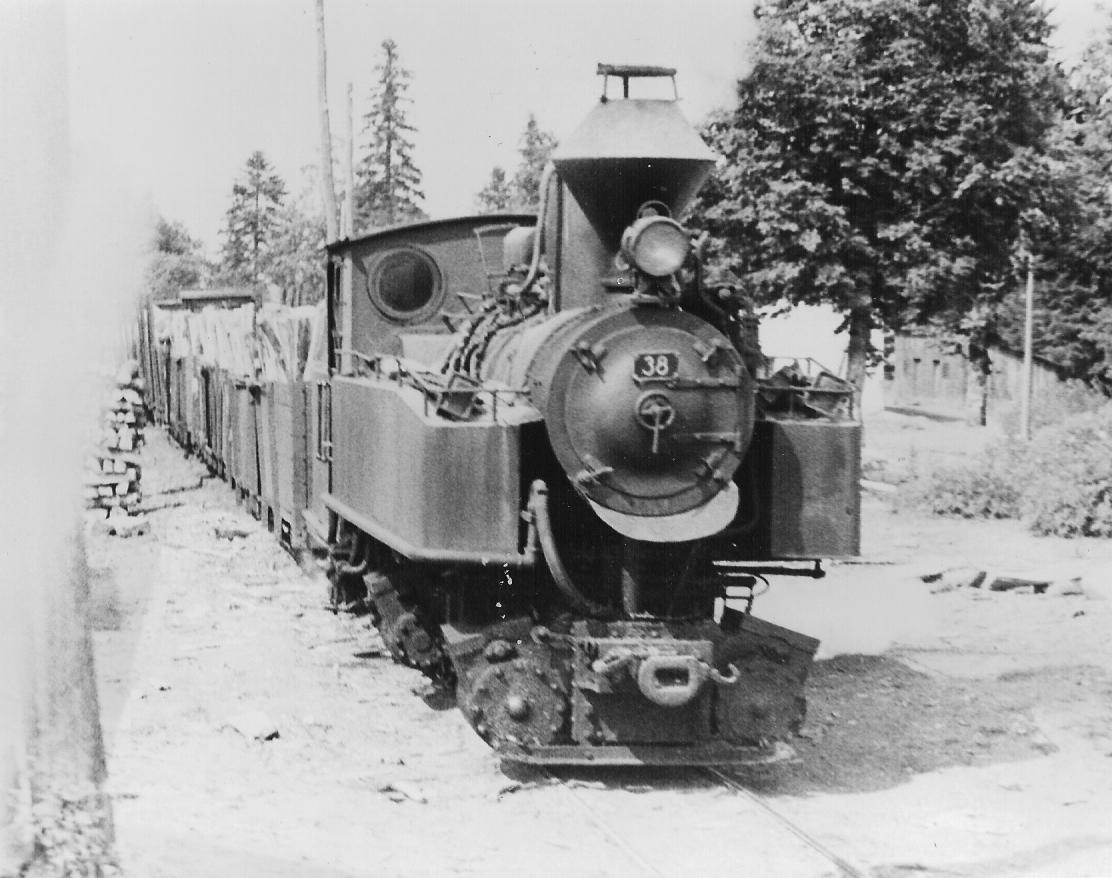
Malletova lokomotiva na lesní železnici v Bosně a Hercegovině (1969)
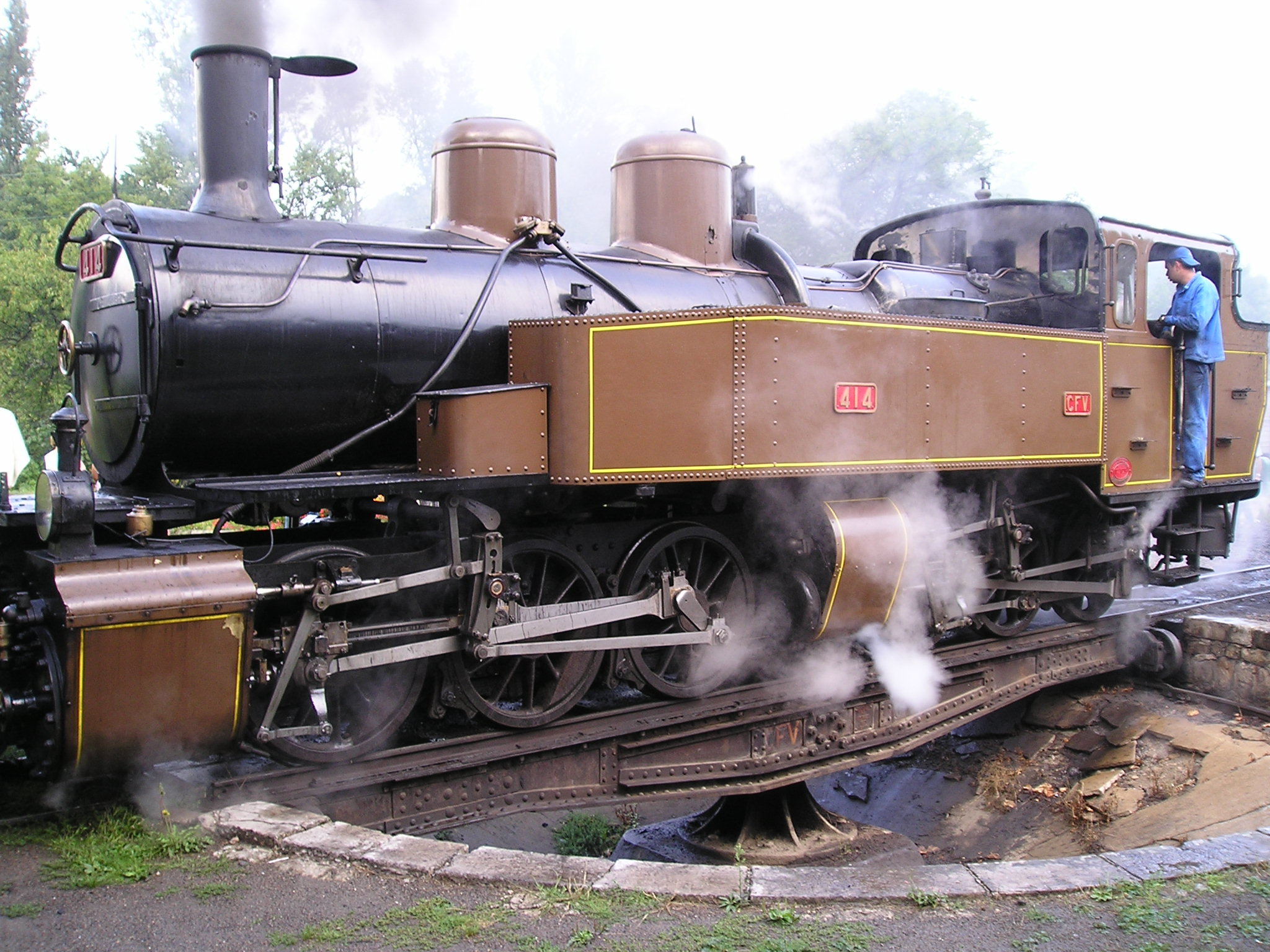
Lokomotiva CFV414 (SACM 7629/1932)
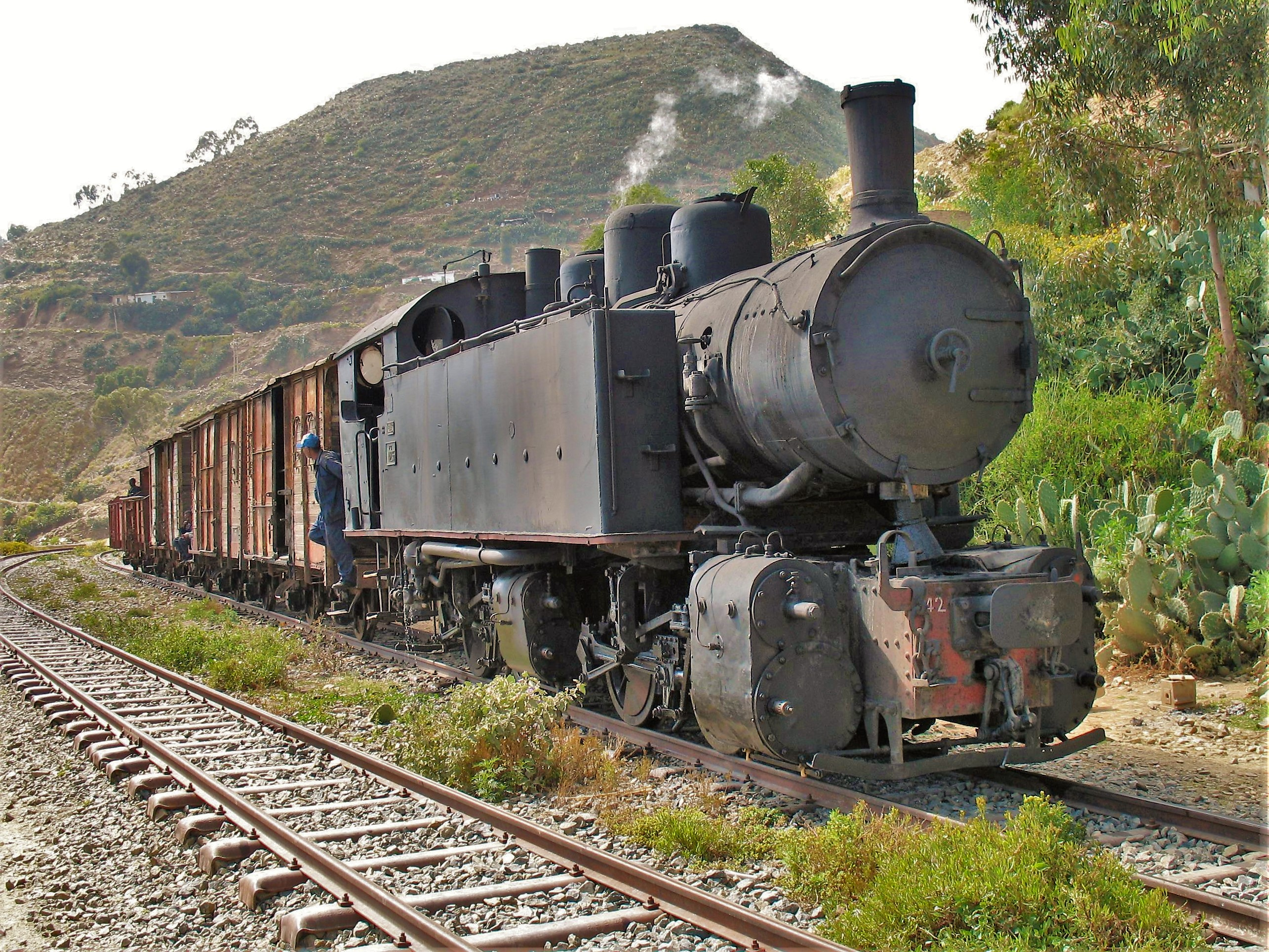
Eritrejská lokomotiva ř. 442 (Ansaldo 1938) Eritrea 2006
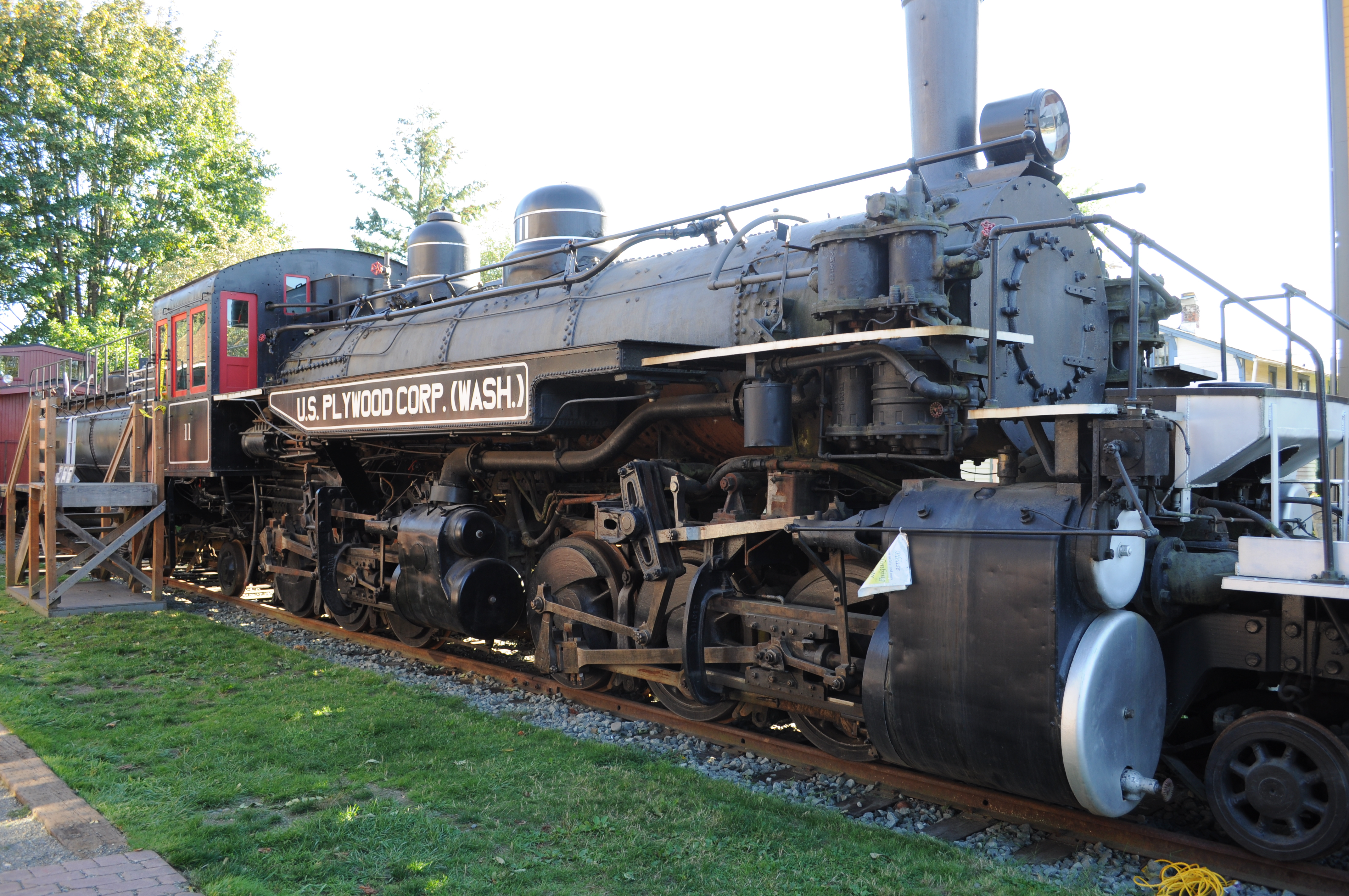
U.S. Plywood Corporation č. 11 (Baldwin 1926)
Nejstarší typ malletky v USA z roku 1900 měl uspořádání 0-6-6-0. Na fotografii stroj stejného uspořádání společnosti NYC (Alco 1922)
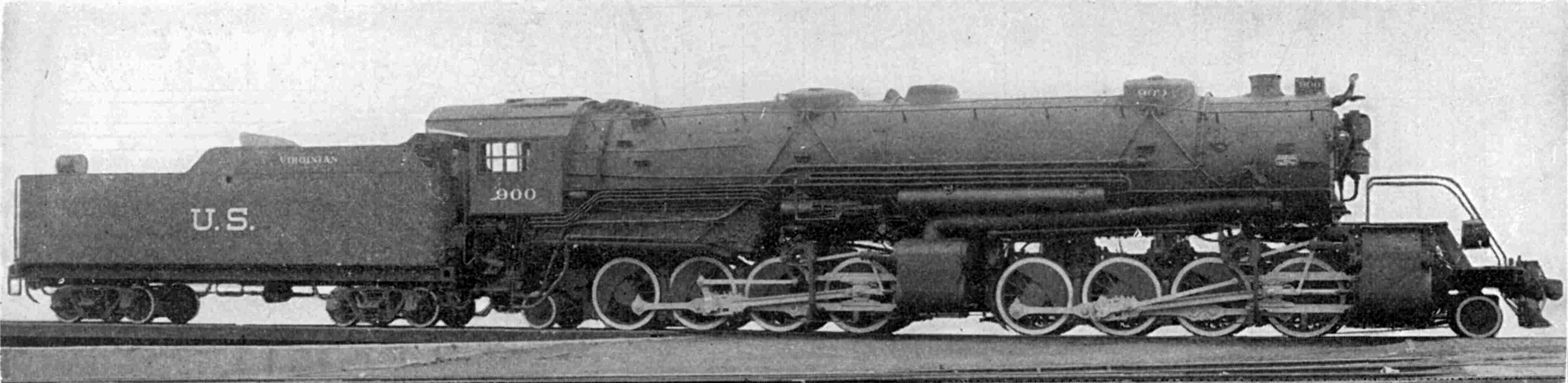
USRA 2-8-8-2 – typ vyráběný firmami ALCO a Baldwin od roku 1909 (USA)
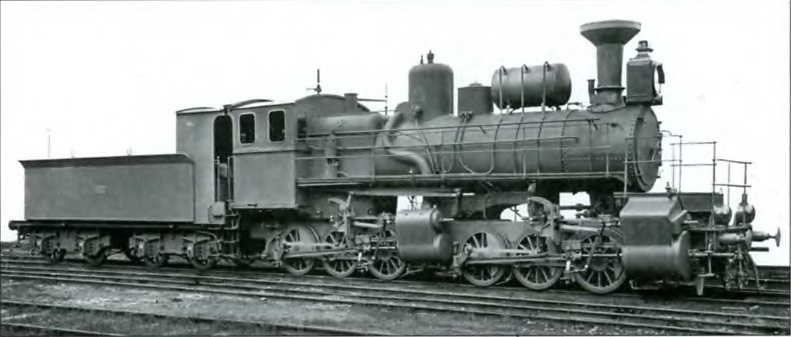
Ruská malletka řady F vyráběná v letech 1899–1924 v různých továrnách (Brjansk, Putilovsk, Kolomna)
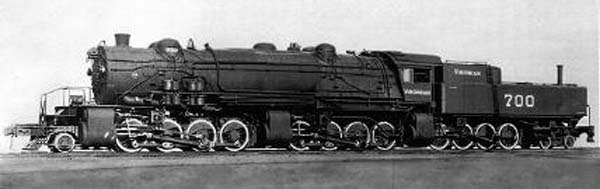
Lokomotiva Triplex výrobce Baldwin Locomotive Works